# Arctic Building
The Arctic Building ist ein Gebäude mit neun Stockwerken in der Downtown von Seattle, Washington. Es steht an der nordöstlichen Ecke der Kreuzung von Third Avenue und Cherry Street. Das Gebäude wurde 1916 für den Arctic Club errichtet und wurde von diesem bis zu seiner Auflösung 1971 genutzt.

## Architektur und Design
Die Fassade des Gebäudes ist vollständig in cremefarbener Terrakotta ausgeführt, doch Akzente wurden in submarinblau und orangebraun gesetzt. Das 128 Fuß (39 m) hohe Gebäude ist besonders bekannt durch die Walrossköpfe aus Terrakotta, die im dritten Stockwerk um das Gebäude herum in die Fassade eingereiht sind. Das Bauwerk wurde restauriert und ist heute ein Luxushotel mit 120 Hotelzimmern; es wurde am 28. November 1978 in das National Register of Historic Places aufgenommen und ist auch eine City of Seattle Landmark.

## Geschichte

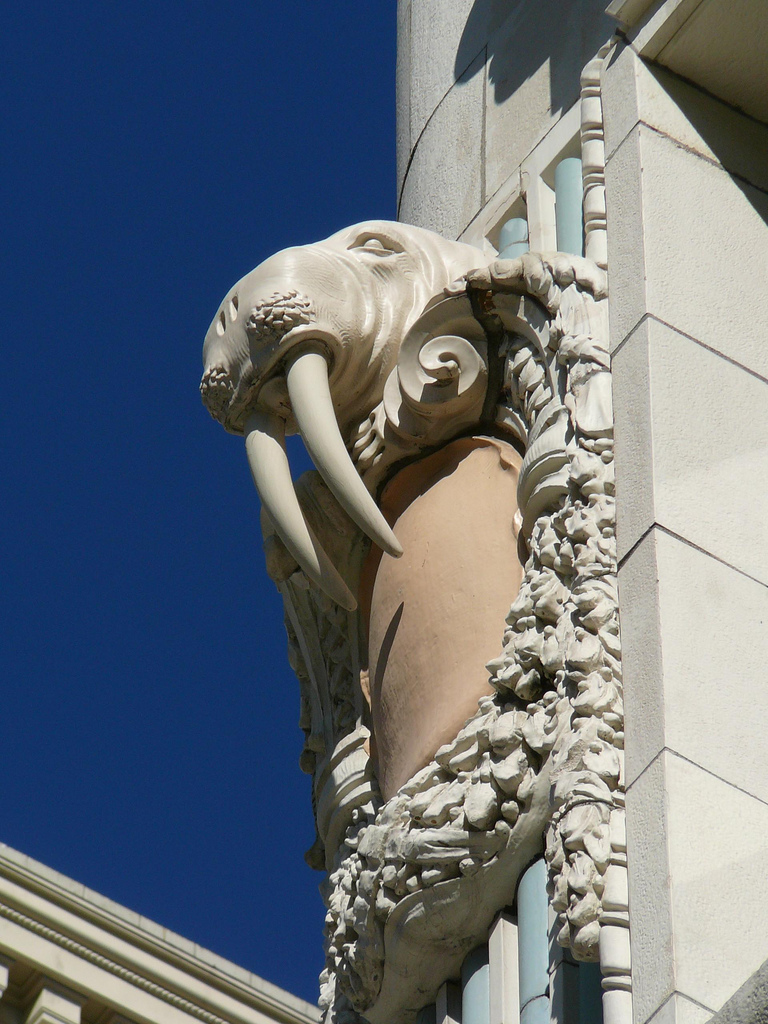
Terrakotta-Skulptur eines Walrosses an der Fassade des Arctic Buildings

Das Grundstück, auf dem sich das Arctic Building befindet, gehörte einst Joseph R. Lewis, dem Chief Justice des Washington-Territoriums und direktem Nachkommen von George Washingtons Schwester Betty. Das Haus, das er 1875 an der Stelle errichtete, galt als eines der schönsten Gebäude der Stadt in seiner Zeit. Es wurde 1892 durch das dreistöckige Gebäude des Seattle Theatre ersetzt, dessen Entwurf durch das Architekturbüro Saunders and Lawton gefertigt wurde. Der neugegründete Rainier Club war in dem Bürotrakt des Gebäudes untergebracht, bis er eigene Räumlichkeiten bezog. Das Theatergebäude wurde 1916 durch das Arctic Club Building ersetzt.
Der Arctic Club wurde 1908 von erfolgreichen Veteranen des Klondike-Goldrausches gegründet. Im selben Jahr wurde der bestehende Alaska Club mit dem Arctic Club verschmolzen. Der Arctic Club war ein Männern vorbehaltener Gesellschaftsclub für Geschäftsleute, die Verbindungen zum Goldrausch oder zu Alaska hatten.
Ursprünglich siedelte der Arctic Club 1909 an der Ecke von 3rd Avenue und Jefferson Street im Morrison Hotel, das zu dem Zeitpunkt ebenfalls als Arctic Club Building bezeichnet wurde.
Nach einem Disput mit dem Eigentümer des Gebäudes, der Arctic Construction Company, entschied man sich 1914 zur Umsiedlung. 1916 beauftragten die Mitglieder den anerkannten Seattler Architekten A. Warren Gould, das neue Arctic Building in Downtown Seattle als neuen Sitz des Arctic Clubs zu planen. Bauherr und Eigentümer des Neubaus war James Moses, dem auch das zuvor abgerissene Theatergebäude gehörte. Er schloss mit dem Club einen langfristigen Mietvertrag ab. Während des Umzuges erschlichen sich die Mitglieder die Bareinrichtung des früheren Gebäudes, indem sie die Teile durch eines der Fenster abseilten. Als der Präsident des Clubs nach dem Einbau in dem neuen Gebäude von dem Schwindel erfuhr, leistete er eine Ausgleichszahlung, um einen Rechtsstreit zu verhindern.